# The Band (televisieprogramma)
The Band was een talentenjachtprogramma dat op 17 februari 2017 was gestart in Vlaanderen en Nederland. In dit programma worden nieuwe Nederlandstalige boybands gezocht. Het is vergelijkbaar met K3 zoekt K3 maar dan voor mannen. 

## Deelnemers
Winnaars staan vetgedrukt
| Finalisten | Taal van oorsprong |
| ---------- | ------------------ |
| Alec       | NED                |
| Andy       | België             |
| Brihans    | België             |
| Glen       | België             |
| Jannes     | België             |
| Jelle      | NED                |
| Job        | NED                |
| Joost      | NED                |
| Kai        | NED                |
| Laurens    | België             |
| Lennart    | NED                |
| Wytse      | NED                |

De winnaars (Lennart 24, Jelle 19, Jannes 22 en Laurens 21) kozen de naam 'Buurland' als de naam voor hun groep. 8 maanden later werd de band gestopt.